# Abraham de Wicquefort
Abraham de Wicquefort (ur. 24 grudnia 1598 w Amsterdamie, zm. 23 lutego 1682 w Celle) – dyplomata, z pochodzenia Holender, poseł Rzeczypospolitej w Republice Zjednoczonych Prowincji w latach 1665–1670, rezydent króla polskiego w Niderlandach w siódmym dziesięcioleciu XVII wieku.

## Życiorys
W latach 1665–1670 reprezentował Polskę w Hadze. Później pełnił analogiczną funkcje reprezentanta księstwa Brunszwik-Lüneburg. W XVII wieku było dość powszechne by obywatel lub poddany jednego kraju reprezentował w nim interesy innego. Nie wszystkie władze to jednak akceptowały, i tak w 1675 wtrącono Wicqueforta do więzienia z dożywotnim wyrokiem. Nie załamał się jednak i napisał w więzieniu podręcznik służby dyplomatycznej: L'Ambassadeur.